# Myślenie egocentryczne
Myślenie egocentryczne (egocentryzm myślenia) - termin stosowany w psychologii poznawczej oznaczający spostrzeganie siebie jako osoby pełniącej rolę bardziej centralną w zdarzeniach społecznych, niż to ma miejsce w rzeczywistości. Objawia się nieumiejętnością i niechęcią wczucia się w stan emocjonalny innej osoby. 
Myślenie egocentryczne jest charakterystyczne dla dzieci w wieku do siedmiu lat, które są na etapie tzw. myślenia przedoperacyjnego. Myślenie egocentryczne odpowiedzialne jest np. za przeżywanie poczucia winy z powodu rozwodu rodziców – dzieciom wydaje się, że rozwód w jakimś stopniu nastąpił przez nie i mogły zrobić coś, aby uniknąć rozstania rodziców. Przyczyną szczególnej skłonności do myślenia egocentrycznego może być niski poziom empatii, zahamowanie rozwoju procesów myślenia na etapie przedoperacyjnym, blokada umysłowa lub niewyprofilowana oraz niewykwalifikowana zdolność emocjonalna, bądź wygoda, czyli niezaprzątania sobie głowy cudzymi sprawami.

## Przykłady
- Dziecku wydaje się, że latarnia uliczna zgasła ze względu na to, że ono tam właśnie przechodziło.
- Zdaje mi się, że kot przebiegł mi drogę i jest to dla mnie znak, że będę mieć za chwilę pecha.
- Przechodzę obok grupy ludzi, którzy wybuchają śmiechem i wydaje mi się, że śmieją się z mojego powodu.
- Gdy dziecko słyszy, że rodzice kłócą się za ścianą, myśli, że kłócą się z jego powodu.